# Авганистан на Светском првенству у атлетици у дворани
Авганистан је први пут учествовао на Светским првенствима у дворани на 2012. у Истанбулу. Од тада закључно са 17. Светским првенством у Бирмингему 2018. учествовао је укупно 2 пута.
Оба пута Авганистан се такмичио са по једним учесником: 2012. на 60 метара за жене, а 2016. на 800 метара за мушкарце. Иако су оба представника у тренутку такмичења били национални рекордери завшили су на последљим местима у својим дисциплинама.
Представници Авганистана на светским првенствима у дворани никада нису освојили неку медаљу.
Најбољи пласман имали су;
Код жена: Тахмина Кохистани — 2012. 8 место у 7 гр. квалификација на 60 метара
Код мушкараца: Вајс Ибрахим Хајрандеш — 2016. 5 место у 1. гр. квалификација на 800 метара.
| Место | СП на отвореном |   |   |   |   |
| =<83  | Авганистан      | 0 | 0 | 0 | 0 |

## Учешће и освојене медаље Авганистана на светским првенствима у дворани
| Учешће и освојене медаље Авганистана на Светским првенствима у дворани | Учешће и освојене медаље Авганистана на Светским првенствима у дворани | Учешће и освојене медаље Авганистана на Светским првенствима у дворани | Учешће и освојене медаље Авганистана на Светским првенствима у дворани | Учешће и освојене медаље Авганистана на Светским првенствима у дворани | Учешће и освојене медаље Авганистана на Светским првенствима у дворани | Учешће и освојене медаље Авганистана на Светским првенствима у дворани | Учешће и освојене медаље Авганистана на Светским првенствима у дворани | Учешће и освојене медаље Авганистана на Светским првенствима у дворани | Учешће и освојене медаље Авганистана на Светским првенствима у дворани | Учешће и освојене медаље Авганистана на Светским првенствима у дворани |
| СП                                                                     | Учешће                                                                 | Муш.                                                                   | Жене                                                                   | дисц.                                                                  |                                                                        |                                                                        |                                                                        |                                                                        | Пласман                                                                | Детаљи                                                                 |
| ---------------------------------------------------------------------- | ---------------------------------------------------------------------- | ---------------------------------------------------------------------- | ---------------------------------------------------------------------- | ---------------------------------------------------------------------- | ---------------------------------------------------------------------- | ---------------------------------------------------------------------- | ---------------------------------------------------------------------- | ---------------------------------------------------------------------- | ---------------------------------------------------------------------- | ---------------------------------------------------------------------- |
| 1987—2010.                                                             | Авганистан није учествовао                                             | Авганистан није учествовао                                             | Авганистан није учествовао                                             | Авганистан није учествовао                                             | Авганистан није учествовао                                             | Авганистан није учествовао                                             | Авганистан није учествовао                                             | Авганистан није учествовао                                             | Авганистан није учествовао                                             | Авганистан није учествовао                                             |
| 2012. Истанбул                                                         | 1                                                                      | 0                                                                      | 1                                                                      | 1                                                                      | 0                                                                      | 0                                                                      | 0                                                                      | 0                                                                      | 0                                                                      | детаљи                                                                 |
| 2014. Сопот                                                            | Авганистан није учествовао                                             | Авганистан није учествовао                                             | Авганистан није учествовао                                             | Авганистан није учествовао                                             | Авганистан није учествовао                                             | Авганистан није учествовао                                             | Авганистан није учествовао                                             | Авганистан није учествовао                                             | Авганистан није учествовао                                             | Авганистан није учествовао                                             |
| 2016. Портланд                                                         | 1                                                                      | 1                                                                      | 0                                                                      | 1                                                                      | 0                                                                      | 0                                                                      | 0                                                                      | 0                                                                      | -                                                                      | детаљи                                                                 |
| 2018. Бирмингем                                                        | Авганистан није учествовао                                             | Авганистан није учествовао                                             | Авганистан није учествовао                                             | Авганистан није учествовао                                             | Авганистан није учествовао                                             | Авганистан није учествовао                                             | Авганистан није учествовао                                             | Авганистан није учествовао                                             | Авганистан није учествовао                                             | Авганистан није учествовао                                             |
| Укупно 2 (17)                                                          | 2                                                                      | 1                                                                      | 1                                                                      |                                                                        | 0                                                                      | 0                                                                      | 0                                                                      | 0                                                                      |                                                                        |                                                                        |

## Табела успешности Авганистана на светским првенствима у дворани
Табела успешности Авганистана која се прави на основу осам првопласираних (финалиста) у свим дисциплинама. Бодови су додељују на овај начин. Првопласирани је добија 8 бодова, а последњи, осми 1 бод. Авганистан никад није имао такмичара међу 8 првоплаираних.

## Преглед учешћа спортиста Авганистана и освојених медаља по дисциплинама на СП у дворани
Стање после СП 2018.
| Дисциплина | Период | Период   | Укупно | Мушки | Жене |   |   |   |   |
| Дисциплина | Прво   | Последње | Укупно | Мушки | Жене |   |   |   |   |
| ---------- | ------ | -------- | ------ | ----- | ---- | - | - | - | - |
| 60 м       | 2012   | 2012     | 1      | 0     | 1    | 0 | 0 | 0 | 0 |
| 800 м      | 2016   | 2016     | 1      | 1     | 0    | 0 | 0 | 0 | 0 |
| Укупно (2) |        |          | 2      | 1     | 1    | 0 | 0 | 0 | 0 |

## Национални рекорди постигнути на светским првенствима у дворани
| Дисцилина | Нови рекорд | Атлетича/ка            | Датум, Место          | Стари рекорд | Атлетича/ка          | Датум, Место        |
| --------- | ----------- | ---------------------- | --------------------- | ------------ | -------------------- | ------------------- |
| 60 м, ж   | 9,32        | Тахмина Кохистани      | 10. 3. 2012. Истанбул | 9,92         | Робина Микмајер      | 6. 2. 2004. Техеран |
| 800 м, м  | 1:57,36     | Вајс Ибрахим Хајрандеш | 10. 3. 2012. Портланд | 2:01,10      | Дост Мохамед Султани | 6. 2. 2004. Санднес |

## Занимљивости
- Најмлађи учесник — мушкараци: Вајс Ибрахим Хајрандеш, 25 година и 78 дана (2016)
- Најмлађи учесник — жене: Тахмина Кохистани, 22 год, и 266 дана (2012)
- Најстарији учесник - мушкарци: Вајс Ибрахим Хајрандеш, 25 година и 78 дана (2016)
- Најстарији учесник - жене: Тахмина Кохистани, 22 год, и 266 дана (2012)
- Највише учешћа: 1 Тахмина Кохистани (2012) и Вајс Ибрахим Хајрандеш (2016)
- Прва медаља:-
- Најмлађи освајач медаље — мушкарци: -
- Најстарији освајач медаље — мушкарци: -
- Најмлађи освајач медаље — жене: -
- Најстарији освајач медаље — жене: -
- Прва златна медаља: -
- Највише медаља: -
- Најбољи пласман Авганистана: -